# Zolnay Pál
Zolnay Pál (Budapest, 1928. március 26. – Budapest, 1995. október 17.) Balázs Béla-díjas magyar filmrendező, dramaturg. Húga: Zolnay Zsuzsa Jászai Mari-díjas színésznő.

## Életpályája
Több egyetemen tanult, csak 1953-ban vették fel a Színház- és Filmművészeti Főiskolára. Pályáját asszisztensként, Fábri Zoltán mellett kezdte. Kisfilmjei, köztük az 1959-ben forgatott Eljegyzés komoly vitákat váltottak ki. Első játékfilmjét 1961-ben forgathatta. A tévé számára is – több műfajban (riport, irodalmi műsor, tévéjáték) – forgatott. Több filmben színészként is játszott (Napló szerelmeimnek; Malom a pokolban; Napló gyermekeimnek; Redl ezredes; Magyar rekviem; Indián tél; Blue Box).
A rendszerváltás után több társadalmi, gazdasági problémát feldolgozó dokumentumfilm dramaturgja volt, elsősorban ifj. Nádasy László alkotótársaként. Nádasy László és Puszt Tibor a gyógyíthatatlan beteg művésszel 1996-ban forgatott portréfilmet, Filmsámán címmel.
A felesége volt 1959-től 1974-ig Berek Kati színésznő, a fiuk, Zolnay János 1959-ben született.

## Filmek

### Játékfilmek
- Áprilisi riadó (1961)
- Négy lány egy udvarban (1964)
- Hogy szaladnak a fák (1966)
- Próféta voltál szívem (1968)
- Arc (1970)
- Fotográfia (1972)
- Sámán (1977)
- Anyatej (1984, dokumentumfilm)
- Embriók (1985)

### Tévéfilmek
- Homokba rajzolt madár (1963)
- Alkotni vagyunk (1970)
- A kolozsvári bíró (1971)
- Árvíz után (1971)
- Milyenek a franciák(1972)
- Gyász 1972
- Petőfi percei (1973)
- Árverés Kisújszálláson (1973)
- Megzenésített versek
- Makám (1986, portréfilm)
- Weöres Sándor (1978, portréfilm)
- Komlódtótfalu (dokumentumfilm)
- Törjünk fel egy meggymagot (1995, dokumentumfilm)

## Elismerései
- Balázs Béla-díj (1969)
- Érdemes művész (1985)

## További információ
- „Dialógus”. Székely Orsolya dokumentumfilmje, 2013 (Zolnay Pál születésének 85. évfordulóján)  (YouTube)
- „In memoriam Zolnay Pál”, portréfilm és interjú Székely Orsolyával, 2013, Promontor TV  (YouTube)
- Sámán. Zolnay Pál filmrendező; vál., szerk., interjúk Fazekas Eszter, fotó B. Müller Magda; Magyar Filmtörténeti Fotógyűjtemény Alapítvány, Bp., 2003